# Nas (Bellver de Cerdanya)
Nas és un petit poblet que pertany al municipi de Bellver de Cerdanya, a la Cerdanya. És troba dins la vegueria de l'Alt Pirineu (Catalunya).

## Situació
Està situat a l'entrada del Parc Natural del Cadí-Moixeró, a la Batllia, a l'esquerra de Ridolaina. Depèn de l'Església de Santa Eugènia, situada a Santa Eugènia molt a prop de Nas. Les muntanyes més importants de la zona són el Roc Teixó i el Serrat de Nas.
A l'entrada de Nas hi ha un mirador, situat a la muntanya del Serrat de Nas, des del qual s'hi pot observar gran part de la Cerdanya.

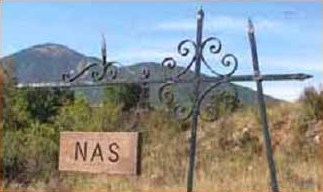
Antic rètol d'entrada

## Història
El poble de Nas era també Anàs antigament (Annas a l'acta de la Seu). El seu nom és d'origen preromà i degut a la presència d'una antiga església es creu que el poble podria ser també molt antic.
Antigament, hi havia gent que es dedicava a l'agricultura i la ramaderia, ja que el seu territori està compost bàsicament de camps per al pasturatge i l'agricultura.

### Església de Santa Nazarí
Nas tenia una església anomenada Església de Sant Nazarí, dedicada a Sant Nazarí. Sobre aquesta església no hi ha gaire informació, però podria ser molt antiga. L'església no va arribar a acabar-se mai.

### Pobles Germans
Nas, Olià i Santa Eugènia de Nerellà, eren i són pobles germans, Santa Eugènia té una Església i un cementiri i Olià tenia un col·legi anomenat l'Estudi. Aquests tres pobles germans celebren conjuntament la seva Festa Major el tercer diumenge d'octubre.
| Pobles Germans           |
| ------------------------ |
| Nas                      |
| Olià                     |
| Santa Eugènia de Nerellà |

## Demografia
A l'any 2018, al poble de Nas, hi vivien 6 habitants.

## Llocs d'Interès

### Font de Nas
La Font de Nas és una font molt antiga situada al centre del poble al Carrer de Cortariu. Està composta per un safareig principal i una sortida d'aigua d'on surt una fresca i abundant aigua provinent del Serrat de l'Avetosa, al Parc Natural del Cadí-Moixeró.